# Spilosoma krejai
Spilosoma krejai är en fjärilsart som beskrevs av Adolf G. Closs 1914. Spilosoma krejai ingår i släktet Spilosoma och familjen björnspinnare. Inga underarter finns listade i Catalogue of Life.